# Sema Kaygusuz
Sema Kaygusuz (geboren 19. August 1972 in Samsun) ist eine türkische Schriftstellerin. 

## Leben
Sema Kaygusuz ist die Tochter eines Militärs und wuchs in verschiedenen Regionen der Türkei auf. Von 1990 bis 1994 studierte sie Kommunikationswissenschaften an der Gazi Üniversitesi in Ankara. Sie spielte dort Theater und arbeitete für den Rundfunk. Danach zog sie nach Istanbul, wo sie auch heute lebt und unter anderem Kreatives Schreiben lehrt.
Ihr erstes Buch erschien 1997, danach folgten mehrere Bände mit Erzählungen: Sandik Lekesi („Hoffnung Brust Fleck“, 2000), Doyma Noktasi („Sättigungspunkt“, 2002) und Esir Sözler Kuyusu („Brunnen versklavter Wörter“, 2004). 2006 erschien ihr erster Roman Yere Düşen Dualar. Sie schrieb für die Regisseurin Yeşim Ustaoğlu das Drehbuch für das Familiendrama Pandora'nın Kutusu („Pandoras Büchse“). Der Film wurde 2008 mit der „Goldenen Muschel“ des Internationalen Filmfestivals in San Sebastian ausgezeichnet und kam auf die Auswahlliste für den Europäischen Filmpreis.
2007 veröffentlichte Kaygusuz eine Studie über ethnische und religiöse Diversität in der Türkei. Im Jahr 2008 war sie mit einem Stipendium des Goethe-Instituts für einen Monat als Stadtschreiberin in Berlin und 2010 Gast des Berliner Künstlerprogramms des DAAD. Ihre Bücher wurden ins Deutsche, Französische, Schwedische und Norwegische übersetzt.

## Ehrungen
- 2008 Stadtschreiberin in Berlin
- 2016 Friedrich-Rückert-Preis der Stadt Coburg[3]

## Werke (Auswahl)
- Ortadan Yarısından. Erzählungen. 1997
- Sandık Lekesi Erzählungen. 2000
- Doyma Noktası Erzählungen. 2002
- Esir Sözler Kuyusu Erzählungen. 2004
- Yere Düşen Dualar. Roman. 2006 („Gebete, die zur Erde fallen“)
  - Wein und Gold. Aus dem Türk. von Barbara Yurtdaş und Hüseyin Yurtdas. Frankfurt, M. : Suhrkamp, 2008, ISBN 978-3-51841-996-0
- Yüzünde Bir Yer. Roman. 2009
- Der Bettler und Gott, in: Arjun Appadurai, Susanne Stemmler [Hrsg.]: Multikultur 2.0 : willkommen im Einwanderungsland Deutschland.  Göttingen : Wallstein 2011, ISBN 978-3-83530-840-4
- Karaduygun Erzählungen. 2012
  - Schwarze Galle. Erzählungen. Übersetzung Sabine Adatepe. Mit einem Nachw. von Katja Lange-Müller.  Berlin : Matthes & Seitz, 2013, ISBN 978-3-88221-049-1
- Sultan ve Şair. 2013

### Essays (Auswahl)
- Sprache der Feigen, in: Lettre International Ausgabe 110, Herbst 2015, S. 28–29
- Der Wahn des Drachen, Übersetzung Sabine Adatepe, in: Süddeutsche Zeitung, 22. April 2017, S. 18